# 碧血劍 (1981年電影)
《碧血劍》，為1981年張徹執導的武俠電影，改編自金庸所撰武俠小說《碧血劍》。

## 劇情簡介
明朝末年，袁承志於華山學武的期間, 發現金蛇郎君之骸骨, 並獲得金蛇秘笈；袁練就金蛇劍後, 即履行金遺囑, 尋訪溫儀途中, 袁遇上青青, 捲入溫家糾紛中, 後來才知青原來是金的女兒, 儀則是金妻...

## 人物角色
| 角色名稱 | 演員   | 備註                   |
| -------- | ------ | ---------------------- |
| 袁承志   | 郭追   | 華山派弟子，穆人清之徒 |
| 溫青青   | 文雪兒 |                        |
| 溫儀     | 井莉   | 溫青青母               |
| 金蛇郎君 | 龍天翔 | 溫青青父               |
| 溫方山   | 王力   | 溫青青祖父             |
| 溫南揚   | 鹿峰   | 溫青青大伯             |
| 溫北揚   | 余太平 | 溫青青四伯             |
| 溫正     | 江生   | 溫方義孫               |
| 溫方     | 朱客   | 溫方悟孫               |
| 黃真     | 朱鐵和 | 華山派弟子，袁承志師兄 |
| 崔希敏   | 趙國   | 華山派弟子             |
| 梅劍和   | 蕭玉   | 華山派弟子             |
| 孫仲君   | 張聯輝 | 華山派弟子             |
| 穆人清   | 李壽祺 | 華山派掌門             |
| 木桑道人 | 王清河 | 穆人清友人             |
| 啞巴     | 王華   |                        |
| 溫方達   | 關鋒   | 溫儀大伯               |
| 溫方義   | 黎明   | 溫儀二伯               |
| 溫方施   | 吳杭生 | 溫儀四叔               |
| 溫方悟   | 強漢   | 溫儀五叔               |
| 榮彩     | 詹森   | 龍遊幫幫主             |
| 沙老大   | 尹相林 | 龍遊幫眾               |
| 袁崇煥   | 魏添財 | 袁承志父               |
| 溫中揚   | 梁耀文 | 溫方悟子               |
|          | 陳鴻   | 溫家堡家眾             |
|          | 林志泰 | 溫家堡家眾             |
|          | 夏國榮 | 溫家堡家眾             |
|          | 阮志樂 |                        |
|          | 呂紅   | 溫儀母                 |
|          | 丁東   | 溫家家僕               |
|          | 西瓜刨 | 店小二                 |
|          | 王憾塵 |                        |
|          | 金天柱 |                        |
|          | 李允武 |                        |
|          | 錢似鶯 |                        |
|          | 方茹   |                        |
|          | 談瑛   |                        |

## 其他製作人員
- 製片：方逸華
- 執行製片：陳列
- 助導：江生、盧遠鳴
- 武術指導：江生、郭追、鹿峰
- 劇務：劉清鵬
- 燈光：陳芬、關英全
- 道具：黎沃
- 化妝：吳緒清、劉繼承
- 梳妝：彭雁聯
- 服裝：劉季友
- 錄音：徐炳光
- 置景：曹莊生

## 外部連結
- 開眼電影網上《碧血劍》的資料（繁體中文）
- 香港影庫上《碧血劍》的資料（繁體中文）
- 豆瓣电影上《碧血劍》的資料 （简体中文）
- 时光网上《碧血劍》的資料（简体中文）
- 互联网电影数据库（IMDb）上《碧血劍》的资料（英文）